# Веселовский, Антоний Андреевич
Антоний Андреевич Веселовский (1865—1939) — русский военный деятель, генерал-лейтенант (1915).
И вспомнив бой Кунерсдорфский,

Идемте в далекий поход,

У нас командир — Веселовский -

С вечным девизом — ВПЕРЕД!

## Биография
Родился в Российской империи в 1865 году. Отец — Андрей Иванович Веселовский, военный инженер, генерал-лейтенант; мать — итальянка Николетта Пандольфи. В семье было 5 братьев и 2 сестры. Один из братьев — Георгиевский кавалер, генерал-майор Андрей Андреевич Веселовский.
Окончил Псковский кадетский корпус.
Чины: вступил в службу (13.09.1885), подпоручик (ст. 11.08.1886), поручик (ст. 11.08.1890), штабс-капитан (ст. 6.12.1896), капитан (ст. 6.12.1898), подполковник (ст. 6.12.1901), полковник за отличие со ст. 19.11.1906 (1906), генерал-майор за отличие со ст. 9.09.1913 (1913), генерал-лейтенант (ст. 25.06.1915).
После окончания в 1887 году Николаевского инженерного училища, выпущен подпоручиком и направлен в 3-й железнодорожный батальон. Преподавал в Тифлисском кадетском корпусе, также в Закавказском девичьем институте (математику). С 1904 года в чине подполковника командовал батальоном, расквартированном в Тегеране. В декабре 1907 командующий 253-м Грозненским резервным батальоном.
С июля 1910 года — командующий 81-м Апшеронским великого князя Георгия Михайловича полком. Полк входил в 21-ю пехотную дивизию III Кавказского армейского корпуса. В 1913 году ему был присвоен чин генерал-майора.
Воевал на Австро-Венгерском фронте; в 1915 году награждён орденом Св. Георгия" IV степени.
С февраля 1915 года — командующий 46-й пехотной дивизией, в августе 1915 переведён на должность начальника 44-й пехотной дивизии.
В июне 1915 г. ударный отряд Веселовского добился впечатляющей победы в ходе контрудара под Красником. В июле 1915 г. действовал в ходе Люблин-Холмского сражения.
В ноябре 1915 года он получил под командование 19-й армейский корпус входивший в 8-ю армию под командованием А. А. Брусилова. Участвовал в Брусиловском прорыве.
После революции в феврале 1917 года командовал с 8 апреля по 12 июля 1917 года 2-й армией.
После Октябрьской революции 1917 переехал во Владикавказ. В политической деятельности не участвовал, публично, в печати, отказавшись от участия в военных действиях.
В 1939 году написал письмо в Ставку Верховного главнокомандования с предложением своих услуг в качестве военного эксперта в начавшейся советско-финской войне. Ответ[какой?] пришел быстро, но к тому моменту Весловский уже скончался.
Его жена — полька Александра Алексеевна Корвин-Кучинская и дочь Надежда во время 1-й мировой войны были сестрами милосердия. Сын Мстислав погиб 10 июня 1919 года на Перекопе.

## Награды
- орден Св. Станислава 2-й ст. (1892)
- орден Св. Анны 2-й ст. (1909)
- орден Св. Владимира 4-й ст. (1912), пожалованы мечи и бант в 1915 г.
- орден Св. Владимира 3-й ст. с мечами (1914)
- орден Св. Георгия 4-й ст. (1915)
- Георгиевское оружие (1915)
- орден Св. Георгия 3-й ст. (1915)
- орден Св. Станислава 1-й ст. с мечами (1915)
- орден Св. Анны 1-й ст. с мечами (1915)
- орден Св. Владимира 2-й ст. с мечами (1916)
- орден Белого Орла с мечами (1917).